# Thysanoplusia daubei
 Thysanoplusia daubei  ist ein Schmetterling (Nachtfalter) aus der Familie der Eulenfalter (Noctuidae).

## Merkmale

### Falter
Die Flügelspannweite der Falter beträgt 27 bis 31 Millimeter. Auf den Vorderflügeln herrschen dunkle graubraune bis rötlich braune Färbungen vor. Das untere Mittelfeld ist verdunkelt. Darin hebt sich ein charakteristisches silberweißes Zeichen, etwa in Form des Buchstaben Gamma aus dem griechischen Alphabet ab. Dieses Gamma-Zeichen ist gestreckt und oftmals rosa gefüllt. Die äußere Querlinie ist beidseitig hell eingefasst, die Wellenlinie ist stark gezackt. Die Hinterflügel sind blass bräunlich, am Saum etwas verdunkelt. Der Thorax ist pelzig behaart und mit einigen Haarbüscheln versehen, der Saugrüssel ist gut entwickelt.

### Ähnliche Arten
Die Aschgraue Höckereule (Trichoplusia ni) unterscheidet sich durch längere Flügel sowie durch ein wesentlich kleineres und oftmals unterbrochenes Gamma-Zeichen.

## Verbreitung und Lebensraum
Thysanoplusia daubei kommt im Mittelmeerraum, im südlichen Teil Asiens und im Norden und Osten Afrikas verbreitet vor. In der Schweiz wurden zuweilen Falter als Einwanderer gemeldet. Hauptlebensraum der Art sind gebüschreiche lichte Waldgebiete.

## Lebensweise
Die Falter von Thysanoplusia daubei bilden im Mittelmeerraum zwei Generationen pro Jahr aus, in Afrika fliegen sie in mehreren Generationen das ganze Jahr hindurch. Sie saugen am Tage gerne an Blüten. In der Nacht besuchen sie auch künstliche Lichtquellen. Die Raupen ernähren sich bevorzugt von den Blättern verschiedener Lippenblütler- (Lamiaceae) und Korbblütler-Arten (Asteraceae).